# Großer Preis der Niederlande 1975
Der Große Preis der Niederlande 1975 (offiziell XXII Grote Prijs van Nederland) fand am 22. Juni auf dem Circuit Zandvoort in Zandvoort statt und war das achte Rennen der Automobil-Weltmeisterschaft 1975.

## Berichte

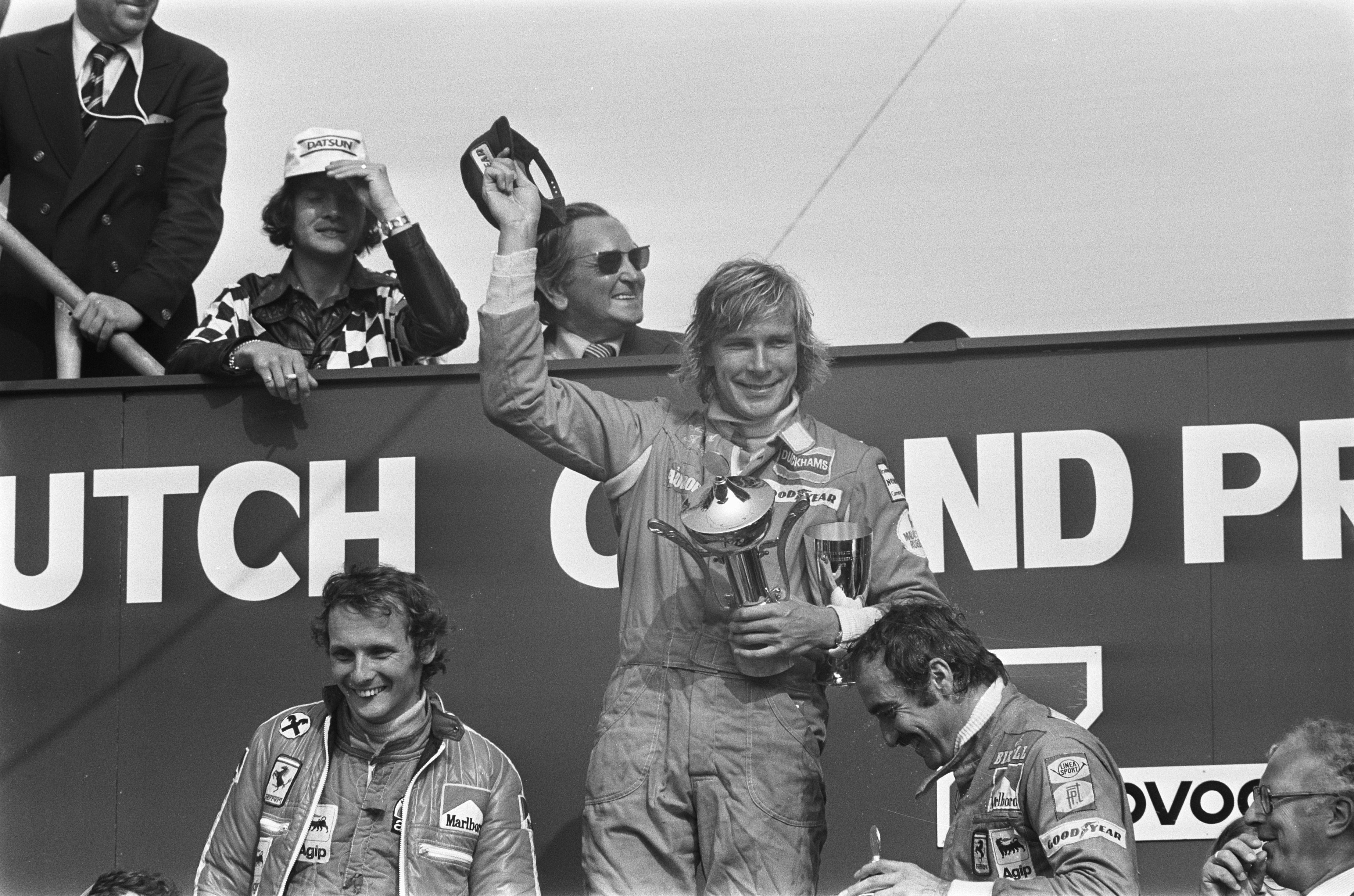
James Hunt feiert seinen ersten Grand-Prix-Sieg

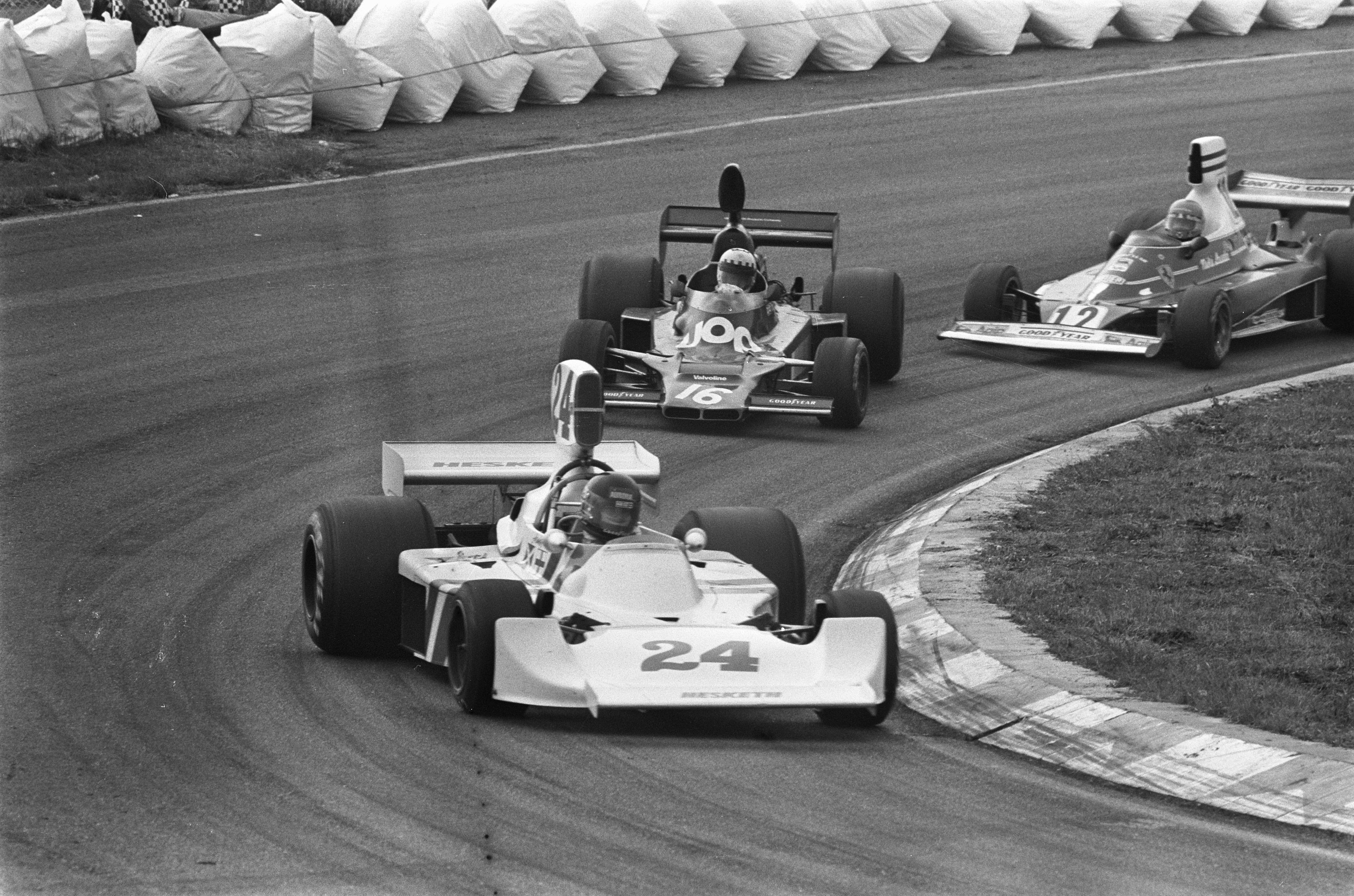
James Hunt vor Tom Pryce und Niki Lauda

### Hintergrund
Das Parnelli-Team trat nicht zum Großen Preis der Niederlande an, da Stammfahrer Mario Andretti an einem Rennen in seiner Heimat USA teilnahm. Das Team Ensign Racing war hingegen wieder am Start und engagierte Gijs van Lennep als Ersatzfahrer für den verletzten Roelof Wunderink. Nachdem das Privatteam Harry Stiller Racing aus der Formel 1 ausgestiegen war, verpflichtete Graham Hill dessen Fahrer Alan Jones als neuen zweiten Stammfahrer neben Tony Brise. Das Team Maki Engineering trat nach zwei Einsätzen während der Saison 1974 erstmals wieder bei einem Grand-Prix-Wochenende an. Der Debütant Hiroshi Fushida wurde als Fahrer gemeldet.
Niki Lauda bestritt seinen 50. Grand Prix.

### Training
Nach zuletzt drei Siegen in Folge ging Lauda als klarer Favorit ins Wochenende, was er mit dem Erreichen seiner bereits vierten Pole-Position in dieser Saison untermauerte. Sein Teamkollege Clay Regazzoni komplettierte die erste Startreihe. Dahinter lag James Hunt, der die Trainingszeit von Jody Scheckter knapp unterboten hatte. Es folgten Carlos Reutemann und Emerson Fittipaldi vor Brise, der am Steuer des Hill GH1 erneut eine starke Leistung zeigte.

### Rennen
Zu Beginn des Rennens regnete es. Lauda nutzte den Vorteil der klaren Sichtverhältnisse an der Spitze, während sich Regazzoni bereits nach wenigen Metern auf dem dritten Rang hinter Scheckter und nur knapp vor Hunt wiederfand. Es folgten Jochen Mass und Tom Pryce auf den Plätzen vier und fünf.
Als die Strecke nach und nach abtrocknete, konnten unterschiedliche Strategien der Fahrer und Boxenteams beobachtet werden. Hunt und Jean-Pierre Jarier stoppten sehr früh, um auf Slicks zu wechseln. Dies zahlte sich aus, denn nachdem später der bis dato führende Lauda seinen Reifenwechsel vollzogen hatte, kam er lediglich als dritter hinter den beiden zurück auf die Strecke.
In der 44. Runde eroberte Lauda nach einem spannenden Duell den zweiten Platz von Jarier. Dieser drehte sich eine Runde später aufgrund eines Reifendefektes und schied aus. Währenddessen verkürzte Lauda den Vorsprung des Führenden Hunt.
Aufgrund eines Motorschadens verlor Scheckter in der 68. Runde den dritten Platz an Regazzoni. Während der letzten 15 Runden duellierte sich Lauda mit Hunt um den Sieg. Der Brite blieb vorn und gewann seinen ersten Grand Prix. Es war zudem der erste und einzige Sieg des Teams Hesketh Racing.

## Meldeliste
| Team                            | Nr. | Fahrer             | Chassis         | Motor                    | Reifen |
| ------------------------------- | --- | ------------------ | --------------- | ------------------------ | ------ |
| Marlboro Team Texaco            | 01  | Emerson Fittipaldi | McLaren M23     | Ford Cosworth DFV 3.0 V8 | G      |
| Marlboro Team Texaco            | 02  | Jochen Mass        | McLaren M23     | Ford Cosworth DFV 3.0 V8 | G      |
| Elf Team Tyrrell                | 03  | Jody Scheckter     | Tyrrell 007     | Ford Cosworth DFV 3.0 V8 | G      |
| Elf Team Tyrrell                | 04  | Patrick Depailler  | Tyrrell 007     | Ford Cosworth DFV 3.0 V8 | G      |
| John Player Team Lotus          | 05  | Ronnie Peterson    | Lotus 72E       | Ford Cosworth DFV 3.0 V8 | G      |
| John Player Team Lotus          | 06  | Jacky Ickx         | Lotus 72E       | Ford Cosworth DFV 3.0 V8 | G      |
| Martini Racing                  | 07  | Carlos Reutemann   | Brabham BT44B   | Ford Cosworth DFV 3.0 V8 | G      |
| Martini Racing                  | 08  | Carlos Pace        | Brabham BT44B   | Ford Cosworth DFV 3.0 V8 | G      |
| Beta Team March                 | 09  | Vittorio Brambilla | March 751       | Ford Cosworth DFV 3.0 V8 | G      |
| Lavazza March                   | 10  | Lella Lombardi     | March 751       | Ford Cosworth DFV 3.0 V8 | G      |
| Scuderia Ferrari SpA SEFAC      | 11  | Clay Regazzoni     | Ferrari 312T    | Ferrari 015 3.0 F12      | G      |
| Scuderia Ferrari SpA SEFAC      | 12  | Niki Lauda         | Ferrari 312T    | Ferrari 015 3.0 F12      | G      |
| Stanley B.R.M.                  | 14  | Bob Evans          | BRM P201        | BRM P200 3.0 V12         | G      |
| UOP Shadow Racing Team          | 16  | Tom Pryce          | Shadow DN5      | Ford Cosworth DFV 3.0 V8 | G      |
| UOP Shadow Racing Team          | 17  | Jean-Pierre Jarier | Shadow DN5      | Ford Cosworth DFV 3.0 V8 | G      |
| Team Surtees                    | 18  | John Watson        | Surtees TS16    | Ford Cosworth DFV 3.0 V8 | G      |
| Frank Williams Racing Cars      | 20  | Ian Scheckter      | Williams FW03   | Ford Cosworth DFV 3.0 V8 | G      |
| Frank Williams Racing Cars      | 21  | Jacques Laffite    | Williams FW04   | Ford Cosworth DFV 3.0 V8 | G      |
| Embassy Racing with Graham Hill | 22  | Alan Jones         | Hill GH1        | Ford Cosworth DFV 3.0 V8 | G      |
| Embassy Racing with Graham Hill | 23  | Tony Brise         | Hill GH1        | Ford Cosworth DFV 3.0 V8 | G      |
| Hesketh Racing                  | 24  | James Hunt         | Hesketh 308     | Ford Cosworth DFV 3.0 V8 | G      |
| Penske Cars                     | 28  | Mark Donohue       | Penske PC1      | Ford Cosworth DFV 3.0 V8 | G      |
| Copersucar-Fittipaldi           | 30  | Wilson Fittipaldi  | Copersucar FD03 | Ford Cosworth DFV 3.0 V8 | G      |
| HB Bewaking Team Ensign         | 31  | Gijs van Lennep    | Ensign N174     | Ford Cosworth DFV 3.0 V8 | G      |
| Maki Engineering                | 35  | Hiroshi Fushida    | Maki F101C      | Ford Cosworth DFV 3.0 V8 | G      |

## Klassifikationen

### Startaufstellung
| Pos. | Fahrer             | Konstrukteur    | Zeit    | Ø-Geschwindigkeit | Start |
| ---- | ------------------ | --------------- | ------- | ----------------- | ----- |
| 01   | Niki Lauda         | Ferrari         | 1:20,29 | 189,483 km/h      | 01    |
| 02   | Clay Regazzoni     | Ferrari         | 1:20,57 | 188,825 km/h      | 02    |
| 03   | James Hunt         | Hesketh-Ford    | 1:20,70 | 188,520 km/h      | 03    |
| 04   | Jody Scheckter     | Tyrrell-Ford    | 1:20,74 | 188,427 km/h      | 04    |
| 05   | Carlos Reutemann   | Brabham-Ford    | 1:20,87 | 188,124 km/h      | 05    |
| 06   | Emerson Fittipaldi | McLaren-Ford    | 1:20,91 | 188,031 km/h      | 06    |
| 07   | Tony Brise         | Hill-Ford       | 1:20,94 | 187,961 km/h      | 07    |
| 08   | Jochen Mass        | McLaren-Ford    | 1:21,01 | 187,799 km/h      | 08    |
| 09   | Carlos Pace        | Brabham-Ford    | 1:21,06 | 187,683 km/h      | 09    |
| 10   | Jean-Pierre Jarier | Shadow-Ford     | 1:21,10 | 187,591 km/h      | 10    |
| 11   | Vittorio Brambilla | March-Ford      | 1:21,14 | 187,498 km/h      | 11    |
| 12   | Tom Pryce          | Shadow-Ford     | 1:21,16 | 187,452 km/h      | 12    |
| 13   | Patrick Depailler  | Tyrrell-Ford    | 1:21,20 | 187,360 km/h      | 13    |
| 14   | John Watson        | Surtees-Ford    | 1:21,23 | 187,290 km/h      | 14    |
| 15   | Jacques Laffite    | Williams-Ford   | 1:21,32 | 187,083 km/h      | 15    |
| 16   | Ronnie Peterson    | Lotus-Ford      | 1:21,46 | 186,762 km/h      | 16    |
| 17   | Alan Jones         | Hill-Ford       | 1:22,01 | 185,509 km/h      | 17    |
| 18   | Mark Donohue       | Penske-Ford     | 1:22,33 | 184,788 km/h      | 18    |
| 19   | Ian Scheckter      | Williams-Ford   | 1:22,82 | 183,695 km/h      | 19    |
| 20   | Bob Evans          | B.R.M.          | 1:22,97 | 183,363 km/h      | 20    |
| 21   | Jacky Ickx         | Lotus-Ford      | 1:23,20 | 182,856 km/h      | 21    |
| 22   | Gijs van Lennep    | Ensign-Ford     | 1:23,30 | 182,636 km/h      | 22    |
| 23   | Lella Lombardi     | March-Ford      | 1:23,99 | 181,136 km/h      | 23    |
| 24   | Wilson Fittipaldi  | Copersucar-Ford | 1:24,15 | 180,791 km/h      | 24    |
| DNQ  | Hiroshi Fushida    | Maki-Ford       | 1:33,37 | 162,939 km/h      | —     |

### Rennen
| Pos. | Fahrer             | Konstrukteur    | Runden | Stopps | Zeit       | Start | Schnellste Runde |
| ---- | ------------------ | --------------- | ------ | ------ | ---------- | ----- | ---------------- |
| 01   | James Hunt         | Hesketh-Ford    | 75     | 1      | 1:46:57,40 | 03    |                  |
| 02   | Niki Lauda         | Ferrari         | 75     | 1      | + 1,06     | 01    | 1:21,54 (55.)    |
| 03   | Clay Regazzoni     | Ferrari         | 75     | 1      | + 55,06    | 02    |                  |
| 04   | Carlos Reutemann   | Brabham-Ford    | 74     | 1      | + 1 Runde  | 05    |                  |
| 05   | Carlos Pace        | Brabham-Ford    | 74     | 0      | + 1 Runde  | 09    |                  |
| 06   | Tom Pryce          | Shadow-Ford     | 74     | 0      | + 1 Runde  | 12    |                  |
| 07   | Tony Brise         | Hill-Ford       | 74     | 0      | + 1 Runde  | 07    |                  |
| 08   | Mark Donohue       | Penske-Ford     | 74     | 0      | + 1 Runde  | 18    |                  |
| 09   | Patrick Depailler  | Tyrrell-Ford    | 73     | 2      | + 2 Runden | 13    |                  |
| 10   | Gijs van Lennep    | Ensign-Ford     | 71     | 1      | + 4 Runden | 22    |                  |
| 11   | Wilson Fittipaldi  | Copersucar-Ford | 71     | 0      | + 4 Runden | 24    |                  |
| 12   | Ian Scheckter      | Williams-Ford   | 70     | 1      | + 5 Runden | 19    |                  |
| 13   | Alan Jones         | Hill-Ford       | 70     | 1      | + 5 Runden | 17    |                  |
| 14   | Lella Lombardi     | March-Ford      | 70     | 1      | + 5 Runden | 23    |                  |
| 15   | Ronnie Peterson    | Lotus-Ford      | 69     | 1      | DNF        | 16    |                  |
| 16   | Jody Scheckter     | Tyrrell-Ford    | 67     | 0      | DNF        | 04    |                  |
| –    | Jacques Laffite    | Williams-Ford   | 64     | 0      | DNF        | 15    |                  |
| –    | Jochen Mass        | McLaren-Ford    | 61     | 1      | DNF        | 08    |                  |
| –    | Jean-Pierre Jarier | Shadow-Ford     | 44     | 1      | DNF        | 10    |                  |
| –    | John Watson        | Surtees-Ford    | 43     | 0      | DNF        | 14    |                  |
| –    | Emerson Fittipaldi | McLaren-Ford    | 40     | 1      | DNF        | 06    |                  |
| –    | Bob Evans          | B.R.M.          | 23     | 0      | DNF        | 20    |                  |
| –    | Jacky Ickx         | Lotus-Ford      | 6      | 0      | DNF        | 21    |                  |
| –    | Vittorio Brambilla | March-Ford      | 0      | 0      | DNF        | 11    | –                |

## WM-Stände nach dem Rennen
Die ersten sechs des Rennens bekamen 9, 6, 4, 3, 2 bzw. 1 Punkt(e). In der Konstrukteurswertung zählten nur die Punkte des bestplatzierten Fahrers eines Teams. Es zählten nur die besten sieben Ergebnisse aus den ersten acht Rennen und die besten fünf aus den letzten sechs Rennen. Streichresultate sind in Klammern gesetzt.

### Fahrerwertung
| Pos. | Fahrer             | Konstrukteur              | Punkte |
| ---- | ------------------ | ------------------------- | ------ |
| 01   | Niki Lauda         | Ferrari                   | 38     |
| 02   | Carlos Reutemann   | Brabham-Ford              | 25     |
| 03   | Emerson Fittipaldi | McLaren-Ford              | 21     |
| 04   | Carlos Pace        | Brabham-Ford              | 18     |
| 05   | James Hunt         | Hesketh-Ford              | 16     |
| 06   | Clay Regazzoni     | Ferrari                   | 16     |
| 07   | Jody Scheckter     | Tyrrell-Ford              | 15     |
| 08   | Patrick Depailler  | Tyrrell-Ford              | 11     |
| 09   | Jochen Mass        | McLaren-Ford              | 10,5   |
| 10   | Ronnie Peterson    | Lotus-Ford                | 3      |
| 11   | Jacky Ickx         | Lotus-Ford                | 3      |
| 12   | Mario Andretti     | Parnelli-Ford             | 3      |
| 13   | Mark Donohue       | Penske-Ford               | 2      |
| 14   | Tom Pryce          | Shadow-Ford               | 2      |
| 15   | Jean-Pierre Jarier | Shadow-Ford               | 1,5    |
| 16   | Vittorio Brambilla | March-Ford                | 1      |
| 17   | Tony Brise         | Williams-Ford / Hill-Ford | 1      |
| 18   | Lella Lombardi     | March-Ford                | 0,5    |
| 19   | Rolf Stommelen     | Lola-Ford / Hill-Ford     | 0      |

| Pos. | Fahrer            | Konstrukteur                 | Punkte |
| ---- | ----------------- | ---------------------------- | ------ |
| 20   | John Watson       | Surtees-Ford                 | 0      |
| 21   | Bob Evans         | B.R.M.                       | 0      |
| 22   | Graham Hill       | Lola-Ford                    | 0      |
| 23   | Torsten Palm      | Hesketh-Ford                 | 0      |
| 24   | Jacques Laffite   | Williams-Ford                | 0      |
| 25   | Gijs van Lennep   | Ensign-Ford                  | 0      |
| 26   | Alan Jones        | Hesketh-Ford / Hill-Ford     | 0      |
| 27   | Wilson Fittipaldi | Copersucar-Ford              | 0      |
| 28   | Guy Tunmer        | Lotus-Ford                   | 0      |
| 29   | Ian Scheckter     | Tyrrell-Ford / Williams-Ford | 0      |
| 30   | Eddie Keizan      | Lotus-Ford                   | 0      |
| 31   | Dave Charlton     | McLaren-Ford                 | 0      |
| 32   | Damien Magee      | Williams-Ford                | 0      |
| –    | Arturo Merzario   | Williams-Ford                | 0      |
| –    | Mike Wilds        | B.R.M.                       | 0      |
| –    | Roelof Wunderink  | Ensign-Ford                  | 0      |
| –    | François Migault  | Hill-Ford                    | 0      |
| –    | Vern Schuppan     | Hill-Ford                    | 0      |

### Konstrukteurswertung
| Pos. | Konstrukteur  | Punkte  |
| ---- | ------------- | ------- |
| 01   | Ferrari       | 41      |
| 03   | Brabham-Ford  | 36 (38) |
| 02   | McLaren-Ford  | 26,5    |
| 04   | Tyrrell-Ford  | 19      |
| 05   | Hesketh-Ford  | 16      |
| 06   | Lotus-Ford    | 6       |
| 07   | Shadow-Ford   | 3,5     |
| 08   | Parnelli-Ford | 3       |

| Pos. | Konstrukteur    | Punkte |
| ---- | --------------- | ------ |
| 09   | Penske-Ford     | 2      |
| 10   | March-Ford      | 1      |
| 11   | Hill-Ford       | 1      |
| 12   | Williams-Ford   | 0      |
| 13   | Lola-Ford       | 0      |
| 14   | Surtees-Ford    | 0      |
| 15   | B.R.M.          | 0      |
| 16   | Copersucar-Ford | 0      |